# Monclar-sur-Losse
Pour les articles homonymes, voir Monclar.
Monclar-sur-Losse (Montclar sus l'Òssa en gascon) est une commune française située dans le sud du département du Gers en région Occitanie. Sur le plan historique et culturel, la commune est dans le pays d'Astarac, un territoire du sud gersois très vallonné, au sol argileux, qui longe le plateau de Lannemezan.
Exposée à un climat océanique altéré, elle est drainée par l'Osse, le Lizet et par divers autres petits cours d'eau. La commune possède un patrimoine naturel remarquable composé d'une zone naturelle d'intérêt écologique, faunistique et floristique.
Monclar-sur-Losse est une commune rurale qui compte 111 habitants en 2022, après avoir connu un pic de population de 337 habitants en 1821.  Elle fait partie de l'aire d'attraction d'Auch. Ses habitants sont appelés les Monclarais ou  Monclaraises.

## Géographie

### Communes limitrophes
Les communes limitrophes sont  Bars, Mirande, Montesquiou, Pouylebon, Saint-Martin et Saint-Maur.
|           | Montesquiou       |              |
| Pouylebon | Monclar-sur-Losse | Mirande      |
| Bars      | Saint-Maur        | Saint-Martin |

### Géologie et relief
Monclar-sur-Losse se situe en zone de sismicité 2 (sismicité faible).

### Hydrographie

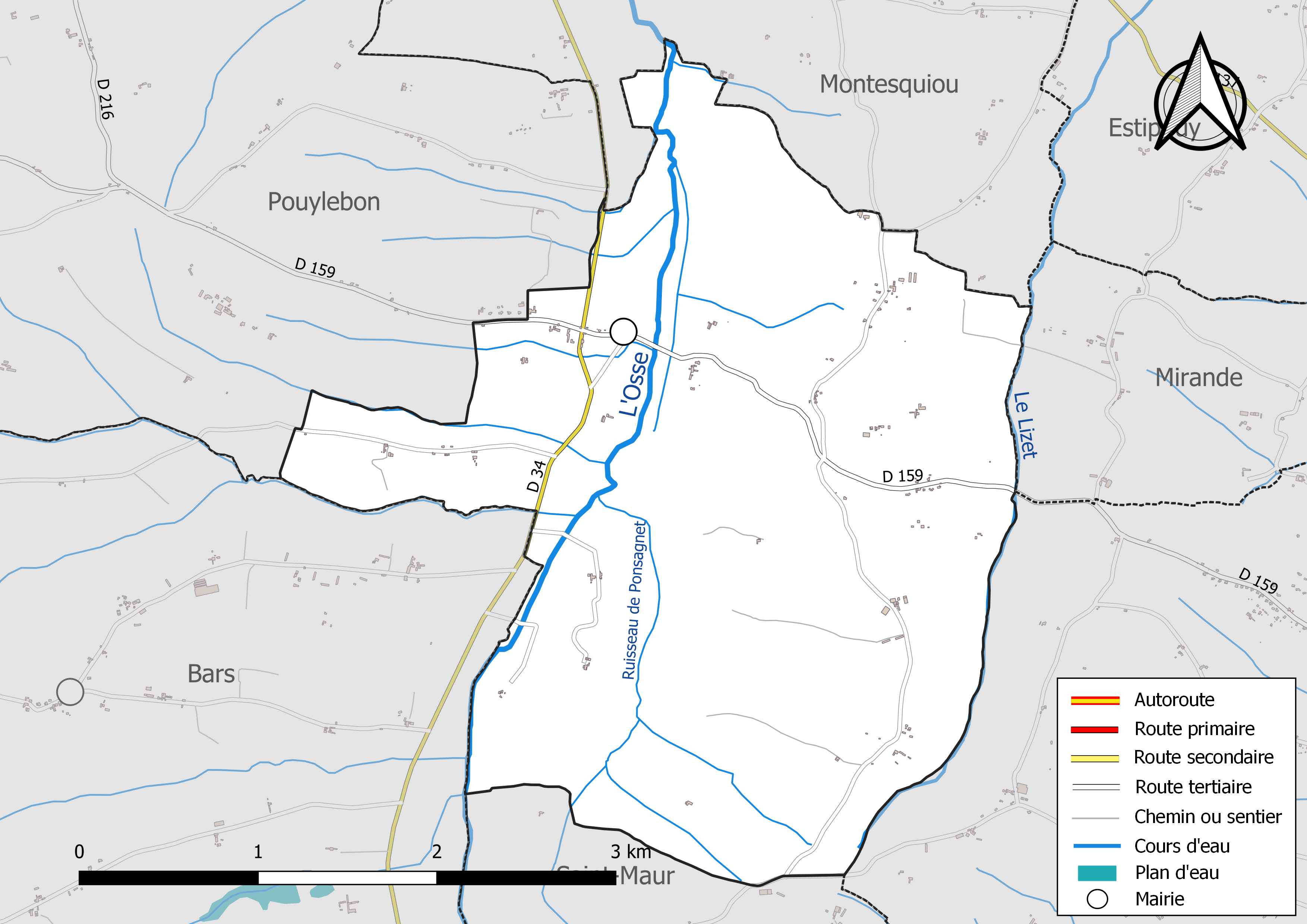
Réseaux hydrographique et routier de Monclar-sur-Losse.

La commune est dans le bassin de la Garonne, au sein du bassin hydrographique Adour-Garonne. Elle est drainée par l'Osse, le Lizet, le ruisseau de Ponsagnet et par divers petits cours d'eau, qui constituent un réseau hydrographique de 16 km de longueur totale,.
L'Osse, d'une longueur totale de 120,3 km, prend sa source dans la commune de Bernadets-Debat et s'écoule vers le nord. Il traverse la commune et se jette dans la Gélise à Andiran, après avoir traversé 36 communes.
Le Lizet, d'une longueur totale de 13,6 km, prend sa source dans la commune de Saint-Martin et s'écoule vers le nord. Il traverse la commune et se jette dans l'Osse à Saint-Arailles, après avoir traversé 6 communes.

### Climat
Pour des articles plus généraux, voir Climat de l'Occitanie et Climat du Gers.
En 2010, le climat de la commune est de type climat océanique altéré, selon une étude s'appuyant sur une série de données couvrant la période 1971-2000. En 2020, Météo-France publie une typologie des climats de la France métropolitaine dans laquelle la commune est toujours exposée à un climat océanique altéré et est dans la région climatique Aquitaine, Gascogne, caractérisée par une pluviométrie abondante au printemps, modérée en automne, un faible ensoleillement au printemps, un été chaud (19,5 °C), des vents faibles, des brouillards fréquents en automne et en hiver et des orages fréquents en été (15 à 20 jours).
Pour la période 1971-2000, la température annuelle moyenne est de 13 °C, avec une amplitude thermique annuelle de 15,3 °C. Le cumul annuel moyen de précipitations est de 838 mm, avec 10,5 jours de précipitations en janvier et 6,5 jours en juillet. Pour la période 1991-2020, la température moyenne annuelle observée sur la station météorologique la plus proche, située sur la commune de Mirande à 6 km à vol d'oiseau, est de 13,6 °C et le cumul annuel moyen de précipitations est de 818,5 mm,. Pour l'avenir, les paramètres climatiques de la commune estimés pour 2050 selon différents scénarios d'émission de gaz à effet de serre sont consultables sur un site dédié publié par Météo-France en novembre 2022.

### Milieux naturels et biodiversité

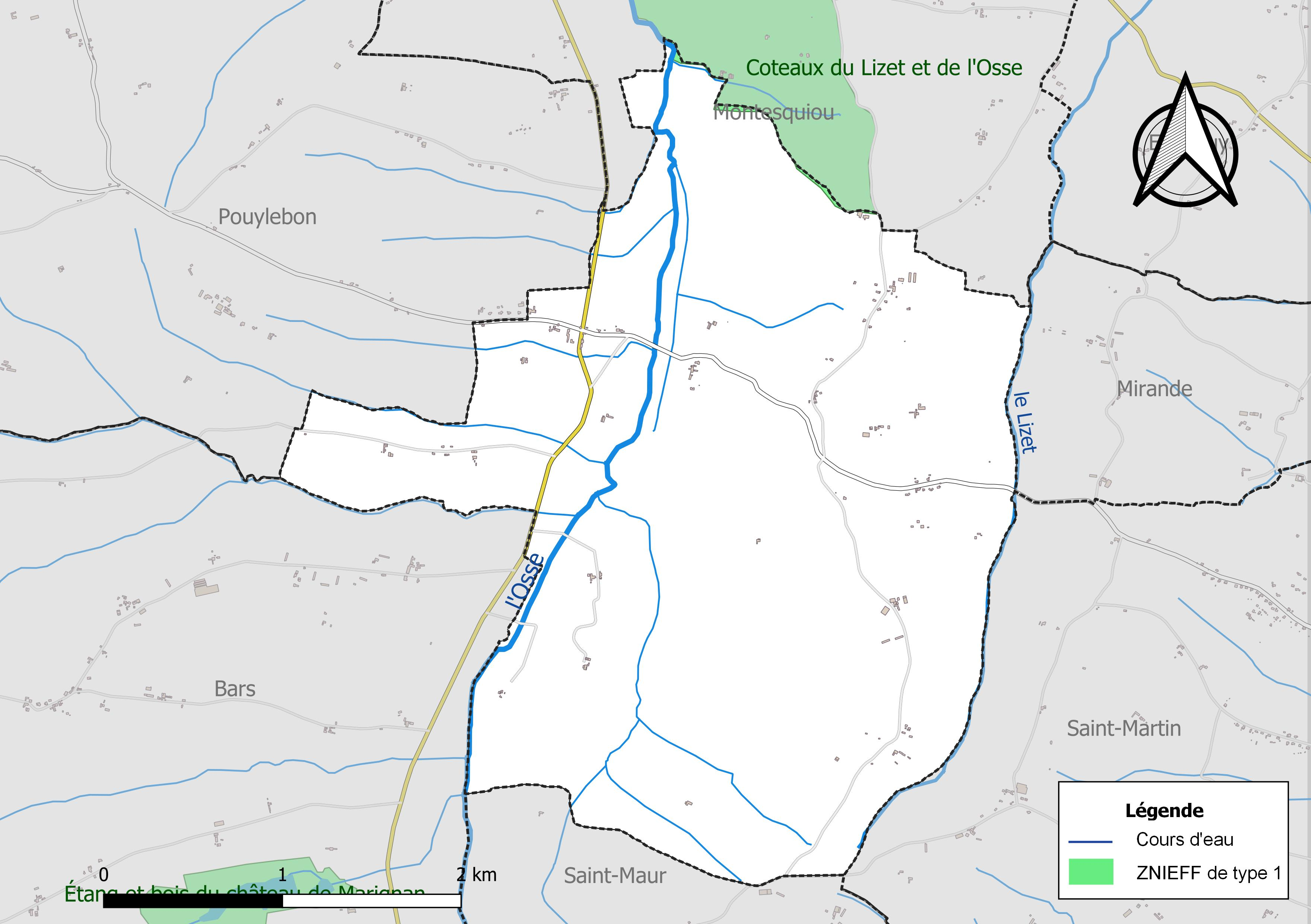
Carte de la ZNIEFF de type 1 localisée sur la commune.

L’inventaire des zones naturelles d'intérêt écologique, faunistique et floristique (ZNIEFF) a pour objectif de réaliser une couverture des zones les plus intéressantes sur le plan écologique, essentiellement dans la perspective d’améliorer la connaissance du patrimoine naturel national et de fournir aux différents décideurs un outil d’aide à la prise en compte de l’environnement dans l’aménagement du territoire.
Une ZNIEFF de type 1 est recensée sur la commune :
les « coteaux du Lizet et de l'Osse* » (1 884 ha), couvrant 4 communes du département.

## Urbanisme

### Typologie
Au 1er janvier 2024, Monclar-sur-Losse est catégorisée commune rurale à habitat très dispersé, selon la nouvelle grille communale de densité à sept niveaux définie par l'Insee en 2022.
Elle est située hors unité urbaine. Par ailleurs la commune fait partie de l'aire d'attraction d'Auch, dont elle est une commune de la couronne,. Cette aire, qui regroupe 112 communes, est catégorisée dans les aires de 50 000 à moins de 200 000 habitants,.

### Occupation des sols
L'occupation des sols de la commune, telle qu'elle ressort de la base de données européenne d’occupation biophysique des sols Corine Land Cover (CLC), est marquée par l'importance des territoires agricoles (68,3 % en 2018), en diminution par rapport à 1990 (70,2 %). La répartition détaillée en 2018 est la suivante : 
terres arables (39,5 %), forêts (31,7 %), prairies (20,1 %), zones agricoles hétérogènes (8,7 %). L'évolution de l’occupation des sols de la commune et de ses infrastructures peut être observée sur les différentes représentations cartographiques du territoire : la carte de Cassini (XVIIIe siècle), la carte d'état-major (1820-1866) et les cartes ou photos aériennes de l'IGN pour la période actuelle (1950 à aujourd'hui).

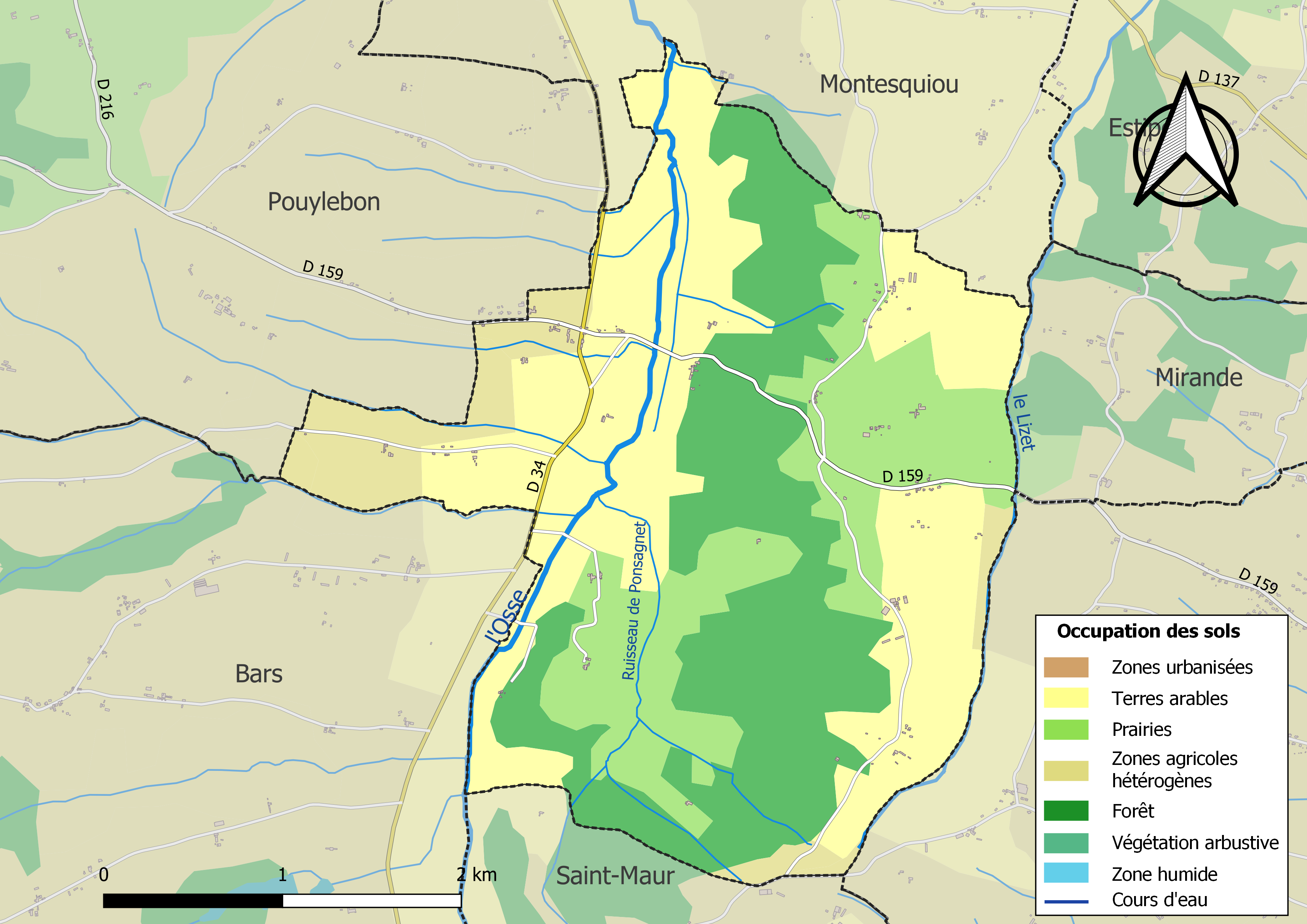
Carte des infrastructures et de l'occupation des sols de la commune en 2018 (CLC).

### Risques majeurs
Le territoire de la commune de Monclar-sur-Losse est vulnérable à différents aléas naturels : météorologiques (tempête, orage, neige, grand froid, canicule ou sécheresse) et séisme (sismicité faible). Un site publié par le BRGM permet d'évaluer simplement et rapidement les risques d'un bien localisé soit par son adresse soit par le numéro de sa parcelle.

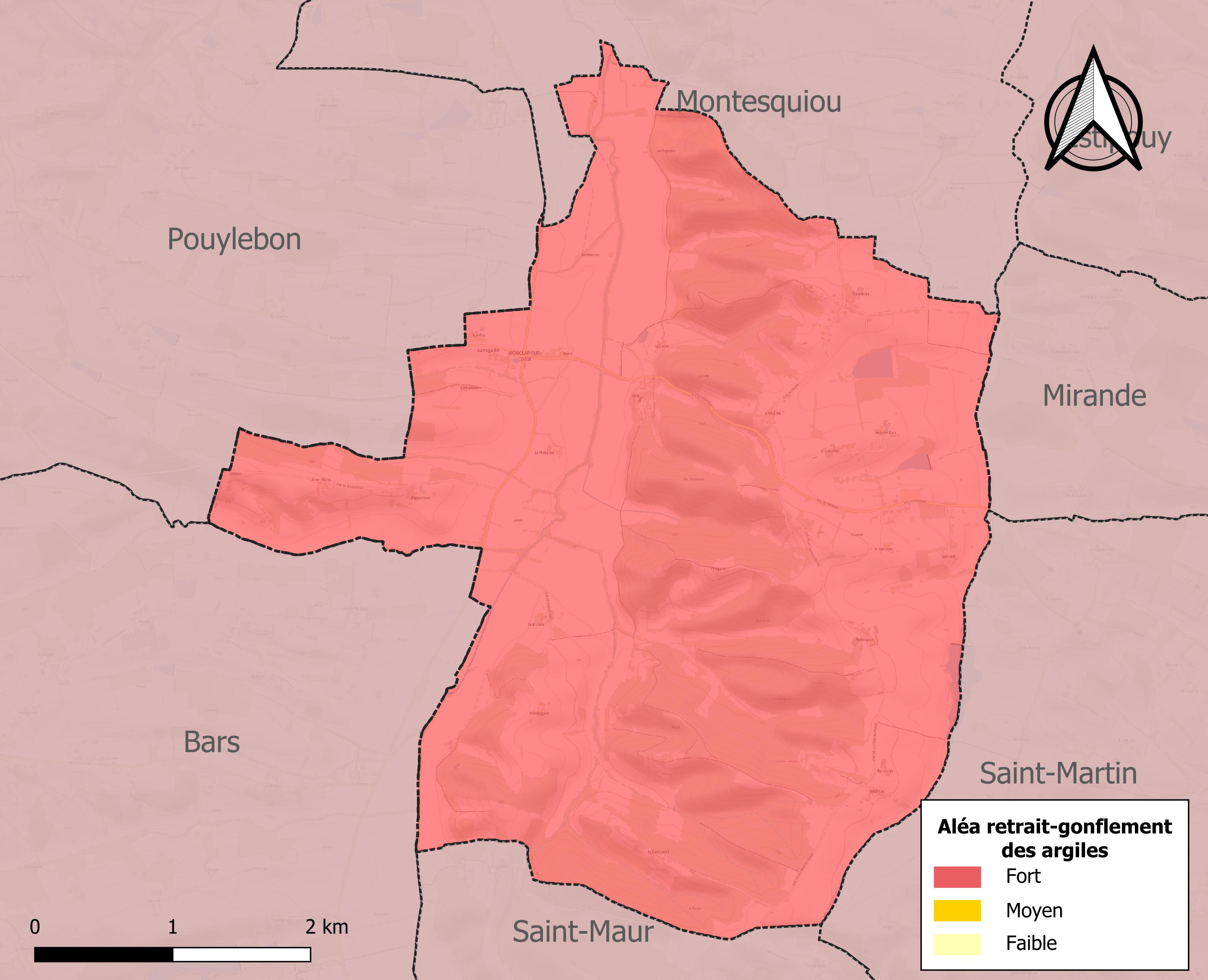
Carte des zones d'aléa retrait-gonflement des sols argileux de Monclar-sur-Losse.

Le retrait-gonflement des sols argileux est susceptible d'engendrer des dommages importants aux bâtiments en cas d’alternance de périodes de sécheresse et de pluie. La totalité de la commune est en aléa moyen ou fort (94,5 % au niveau départemental et 48,5 % au niveau national). Sur les 60 bâtiments dénombrés sur la commune en 2019, 60 sont en aléa moyen ou fort, soit 100 %, à comparer aux 93 % au niveau départemental et 54 % au niveau national. Une cartographie de l'exposition du territoire national au retrait gonflement des sols argileux est disponible sur le site du BRGM,.
Par ailleurs, afin de mieux appréhender le risque d’affaissement de terrain, l'inventaire national des cavités souterraines permet de localiser celles situées sur la commune.
La commune a été reconnue en état de catastrophe naturelle au titre des dommages causés par les inondations et coulées de boue survenues en 1999 et 2009. Concernant les mouvements de terrains, la commune a été reconnue en état de catastrophe naturelle au titre des dommages causés par la sécheresse en 1989 et 1993 et par des mouvements de terrain en 1999.

## Politique et administration
| Période | Période  | Identité                     | Étiquette | Qualité           |
| ------- | -------- | ---------------------------- | --------- | ----------------- |
| 1790    | 1797     | Jean Fourmigué               |           |                   |
| 1797    | 1798     | Barthélémy Coumevielle       |           |                   |
| 1798    | 1799     | Jean Fourmigué               |           |                   |
| 1799    | 1800     | Pierre Fourmigué             |           |                   |
| 1800    | 1803     | Jean Fourmigué               |           |                   |
| 1803    | 1808     | Théodore Baleich             |           |                   |
| 1808    | 1808     | Jean Pierre Edouard Renouard |           |                   |
| 1808    | 1815     | François Fourmigué           |           |                   |
| 1815    | 1821     | Pierre Fourmigué             |           |                   |
| 1821    | 1833     | Jean Baptiste Noël Baleich   |           |                   |
| 1833    | 1840     | Pïerre Coumevielle           |           |                   |
| 1840    | 1847     | Bernard Biran                |           |                   |
| 1847    | 1852     | Pierre Fourmigué             |           |                   |
| 1852    | 1860     | Jean Gabriel Fourmigué       |           |                   |
| 1860    | 1864     | Pierre Fourmigué             |           |                   |
| 1864    | 1870     | Jean Marie Fourmigué         |           |                   |
| 1870    | 1871     | Etienne Pérès                |           |                   |
| 1871    | 1871     | François Bernes              |           |                   |
| 1871    | 1876     | Jean Marie Fourmigué         |           |                   |
| 1876    | 1878     | François Bernes              |           |                   |
| 1878    | 1892     | Etienne Pérès                |           |                   |
| 1892    | 1911     | Célestin Bernes              |           |                   |
| 1911    | 1912     | Henri Pérès                  |           |                   |
| 1912    | 1919     | Henri Sabathier              |           |                   |
| 1919    | 1925     | Jean Baptiste Ader           |           |                   |
| 1925    | 1929     | Gervais Macheboeuf           |           |                   |
| 1929    | 1935     | René Darré                   |           |                   |
| 1935    | 1944     | Ferdinand Matharan           |           |                   |
| 1944    | 1947     | Adrien Dubertrand            |           |                   |
| 1947    | 1971     | Ferdinand Matharan           |           |                   |
| 1971    | 1977     | Henri Riviere                |           |                   |
| 1977    | 1995     | René Saint-vignes            |           |                   |
| 1995    | 2020     | Gérard Pérez                 | DVD       | Chef d'entreprise |
| 2020    | En cours | Benoît Laprebende            |           |                   |

## Démographie
L'évolution du nombre d'habitants est connue à travers les recensements de la population effectués dans la commune depuis 1793. Pour les communes de moins de 10 000 habitants, une enquête de recensement portant sur toute la population est réalisée tous les cinq ans, les populations de référence des années intermédiaires étant quant à elles estimées par interpolation ou extrapolation. Pour la commune, le premier recensement exhaustif entrant dans le cadre du nouveau dispositif a été réalisé en 2005.

En 2022, la commune comptait 111 habitants, en évolution de +6,73 % par rapport à 2016 (Gers : +1,04 %, France hors Mayotte : +2,11 %).
| 1793 | 1800 | 1806 | 1821 | 1831 | 1841 | 1846 | 1851 | 1856 |
| ---- | ---- | ---- | ---- | ---- | ---- | ---- | ---- | ---- |
| 307  | 268  | 305  | 337  | 300  | 319  | 310  | 322  | 303  |

| 1861 | 1866 | 1872 | 1876 | 1881 | 1886 | 1891 | 1896 | 1901 |
| ---- | ---- | ---- | ---- | ---- | ---- | ---- | ---- | ---- |
| 296  | 284  | 285  | 280  | 253  | 232  | 219  | 216  | 213  |

| 1906 | 1911 | 1921 | 1926 | 1931 | 1936 | 1946 | 1954 | 1962 |
| ---- | ---- | ---- | ---- | ---- | ---- | ---- | ---- | ---- |
| 196  | 190  | 188  | 179  | 175  | 173  | 159  | 132  | 141  |

| 1968 | 1975 | 1982 | 1990 | 1999 | 2005 | 2006 | 2010 | 2015 |
| ---- | ---- | ---- | ---- | ---- | ---- | ---- | ---- | ---- |
| 118  | 113  | 126  | 125  | 102  | 129  | 130  | 115  | 105  |

| 2020 | 2022 | - | - | - | - | - | - | - |
| ---- | ---- | - | - | - | - | - | - | - |
| 109  | 111  | - | - | - | - | - | - | - |

## Économie

### Emploi
|                | 2008  | 2013  | 2018  |
| -------------- | ----- | ----- | ----- |
| Commune        | 7,5 % | 1,5 % | 1,7 % |
| Département    | 6,1 % | 7,5 % | 8,2 % |
| France entière | 8,3 % | 10 %  | 10 %  |

En 2018, la population âgée de 15 à 64 ans s'élève à 59 personnes, parmi lesquelles on compte 83,3 % d'actifs (81,7 % ayant un emploi et 1,7 % de chômeurs) et 16,7 % d'inactifs,. En  2018, le taux de chômage communal (au sens du recensement) des 15-64 ans est inférieur à celui de la France et département, alors qu'en 2008 il était supérieur à celui du département et inférieur à celui de la France.
La commune fait partie de la couronne de l'aire d'attraction d'Auch, du fait qu'au moins 15 % des actifs travaillent dans le pôle,. Elle compte 9 emplois en 2018, contre 10 en 2013 et 20 en 2008. Le nombre d'actifs ayant un emploi résidant dans la commune est de 52, soit un indicateur de concentration d'emploi de 17 % et un taux d'activité parmi les 15 ans ou plus de 58,7 %.
Sur ces 52 actifs de 15 ans ou plus ayant un emploi, 7 travaillent dans la commune, soit 13 % des habitants. Pour se rendre au travail, 84,9 % des habitants utilisent un véhicule personnel ou de fonction à quatre roues, 3,8 % les transports en commun et 11,3 % n'ont pas besoin de transport (travail au domicile).

### Activités hors agriculture
7 établissements sont implantés  à Monclar-sur-Losse au 31 décembre 2019.
Le secteur du commerce de gros et de détail, des transports, de l'hébergement et de la restauration est prépondérant sur la commune puisqu'il représente 57,1 % du nombre total d'établissements de la commune (4 sur les 7 entreprises implantées  à Monclar-sur-Losse), contre 27,7 % au niveau départemental.

### Agriculture
La commune est dans le « Haut-Armagnac », une petite région agricole occupant le centre du département du Gers. En 2020, l'orientation technico-économique de l'agriculture  sur la commune est la polyculture et/ou le polyélevage.
|               | 1988 | 2000 | 2010 | 2020 |
| ------------- | ---- | ---- | ---- | ---- |
| Exploitations | 18   | 14   | 11   | 11   |
| SAU (ha)      | 748  | 622  | 513  | 649  |

Le nombre d'exploitations agricoles en activité et ayant leur siège dans la commune est passé de 18 lors du recensement agricole de 1988  à 14 en 2000 puis à 11 en 2010 et enfin à 11 en 2020, soit une baisse de 39 % en 32 ans. Le même mouvement est observé à l'échelle du département qui a perdu pendant cette période 51 % de ses exploitations,. La surface agricole utilisée sur la commune a également diminué, passant de 748 ha en 1988 à 649 ha en 2020. Parallèlement la surface agricole utilisée moyenne par exploitation a augmenté, passant de 42 à 59 ha.

## Culture locale et patrimoine

### Lieux et monuments
- Château (demeure privée).

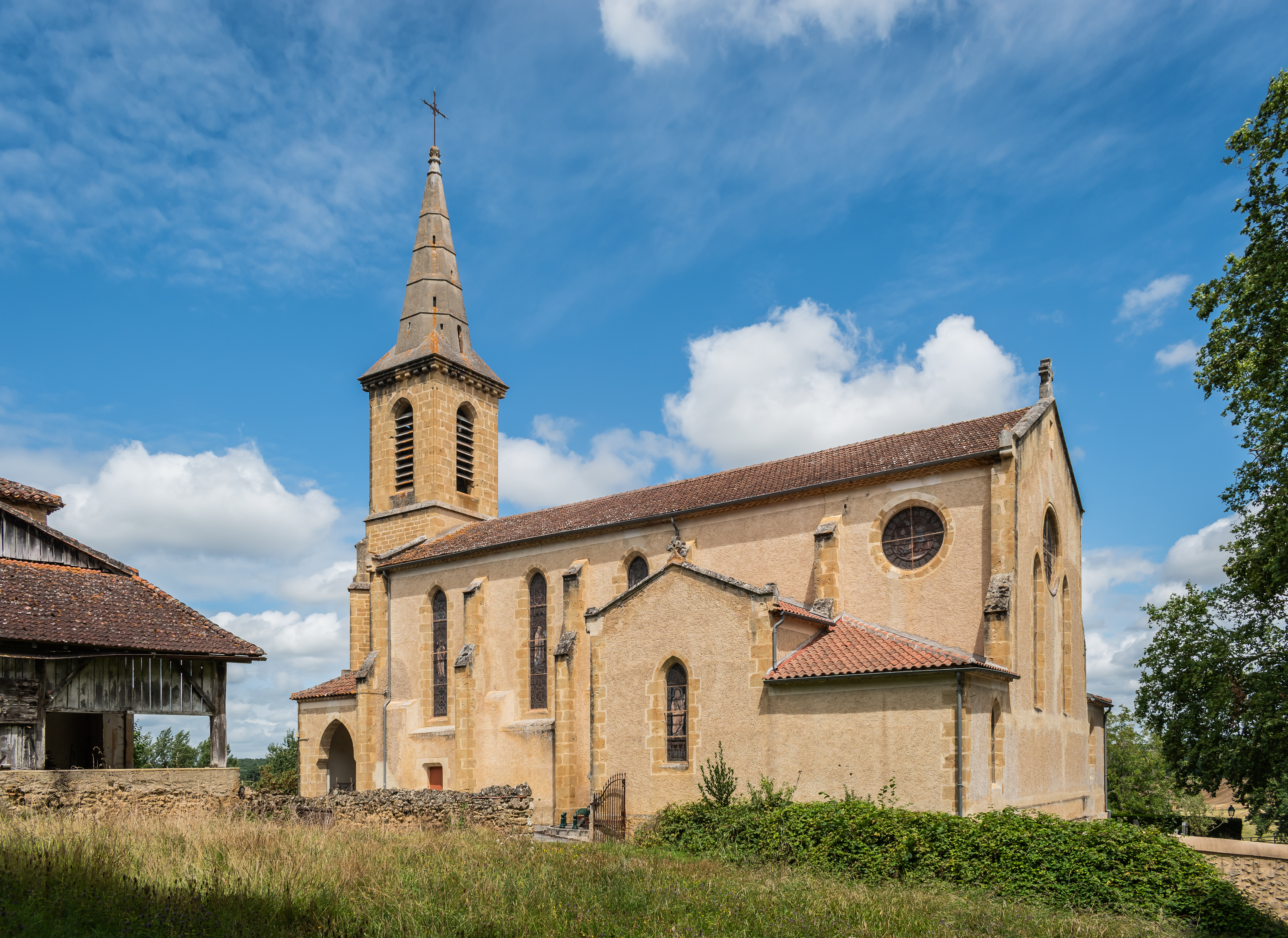
Église.

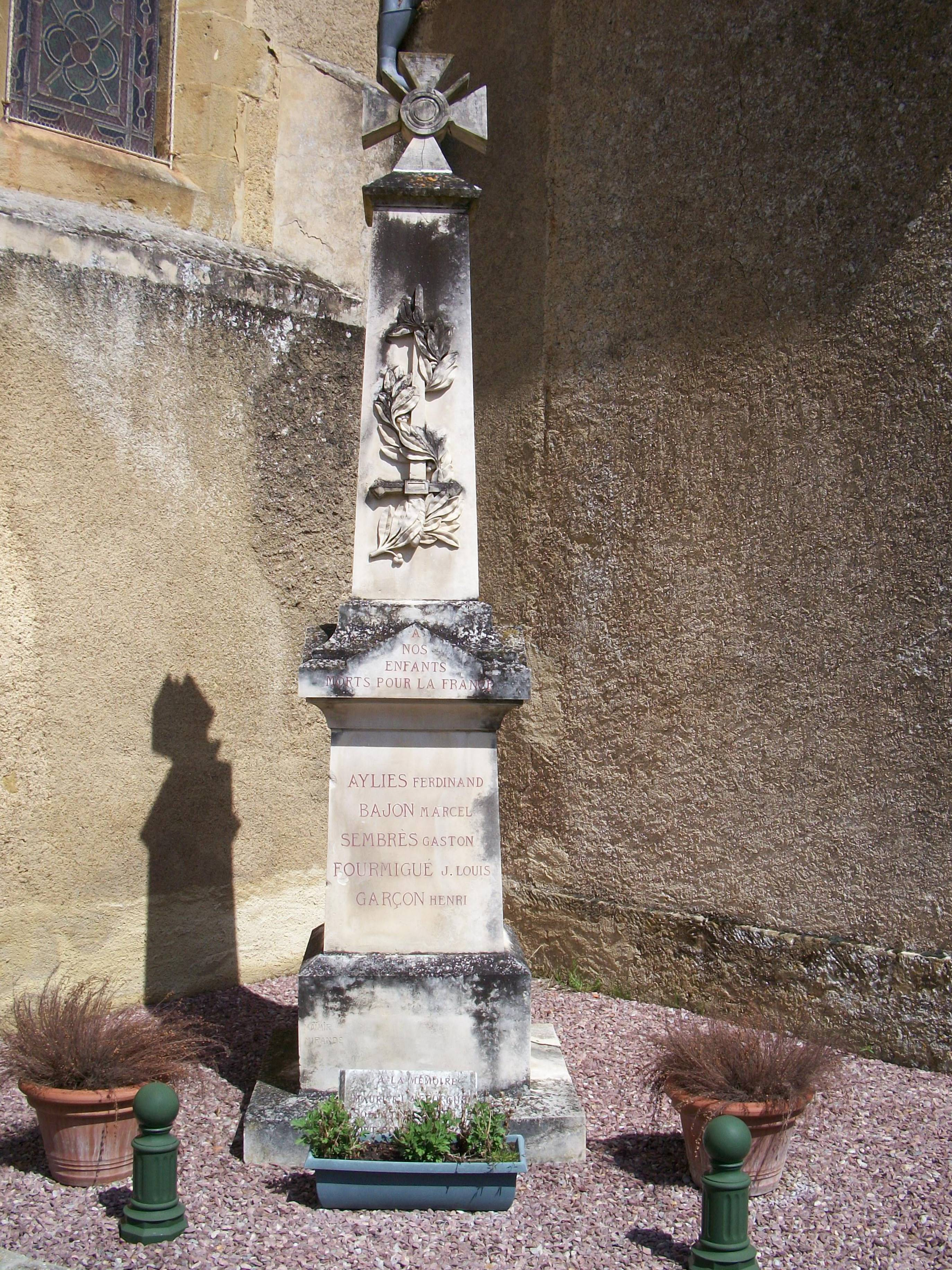
Monument aux morts.

- Église Saint-Michel de Monclar-sur-Losse.